# Museo de Montserrat
El Museo de Montserrat (en catalán Museu de Montserrat) es una institución museística del Monasterio de Montserrat (Barcelona), cenobio que fue fundado el año 1025 por el Abad Oliva y donde reside aún actualmente una comunidad de benedictinos. 
El Museo de Montserrat, declarado Museu d'interès nacional el año 2006, es uno de los museos más importantes y menos conocidos de Cataluña, con cinco colecciones diferenciadas y más de 1600 piezas.

## Historia
El Museo, inaugurado en 1911 como Museo Bíblico de Montserrat, contuvo en origen materiales arqueológicos, etnológicos, zoológicos y botánicos que el padre Buenaventura Ubach(1879-1960), monje de la comunidad benedictina, fue adquiriendo durante su viaje por Tierra Santa, Egipto, Siria e Irak con el propósito de ilustrar la Biblia. Parte de esa colección es visible todavía en el museo.
No será, sin embargo, hasta 1963 cuando nazca propiamente el Museo a partir de los citados materiales arqueológicos y de pinturas del Renacimiento y el Barroco que se encontraban en el interior del Monasterio. En 1982, la importante donación de Josep Sala Ardiz, compuesta por una notable colección de pintura de los siglos XIX y XX, ampliaría considerablemente los fondos de la institución con obras de artistas como Ramón Martí Alsina, Joaquín Vayreda, Santiago Rusiñol, Ramón Casas, Isidre Nonell o Pablo Picasso, entre otros. Más tarde, vendrían otros legados como el del arquitecto Xavier Busquets (1990), con pinturas del impresionismo francés (Claude Monet, Edgar Degas, Camille Pissarro, etc), o el de la familia Cusí, entre los que se incluye un extraordinario Salvador Dalí de primera época y distintos dibujos del autor.
Ya en 2004, con la renovación de las plazas del santuario, el museo adquirió nuevos espacios destinados a salas de exposiciones temporales y a espacios de reserva de fondos.
En 2006, el Parlamento de Cataluña declaró al Museo de Montserrat como Museo de interés nacional.
El Museo de Montserrat está dirigido por Josep de C. Laplana, historiador del arte y miembro de la comunidad benedictina.

## Colecciones

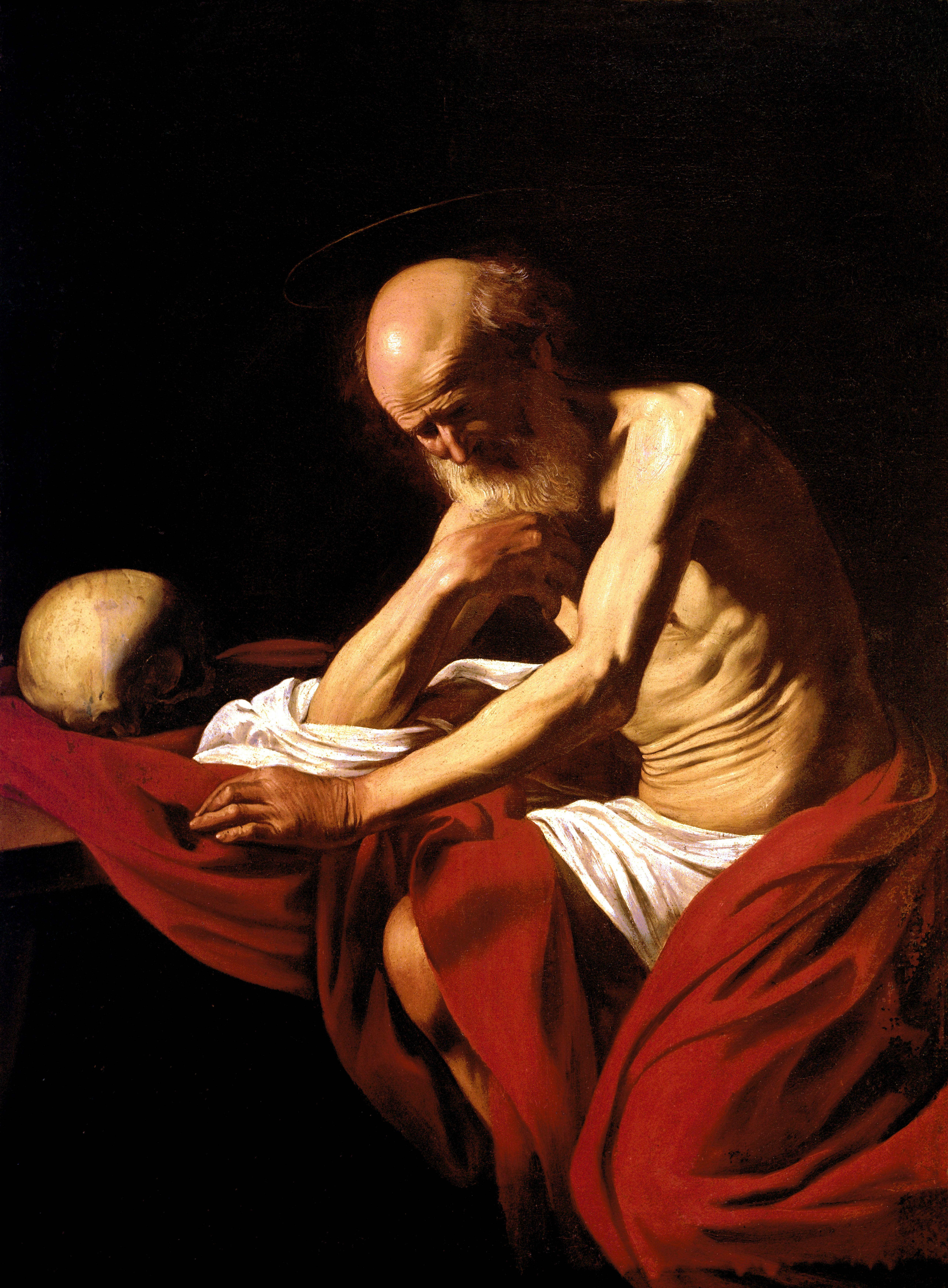
San Jerónimo, cuadro de Caravaggio.

### Arqueología: Mesopotamia, Egipto...

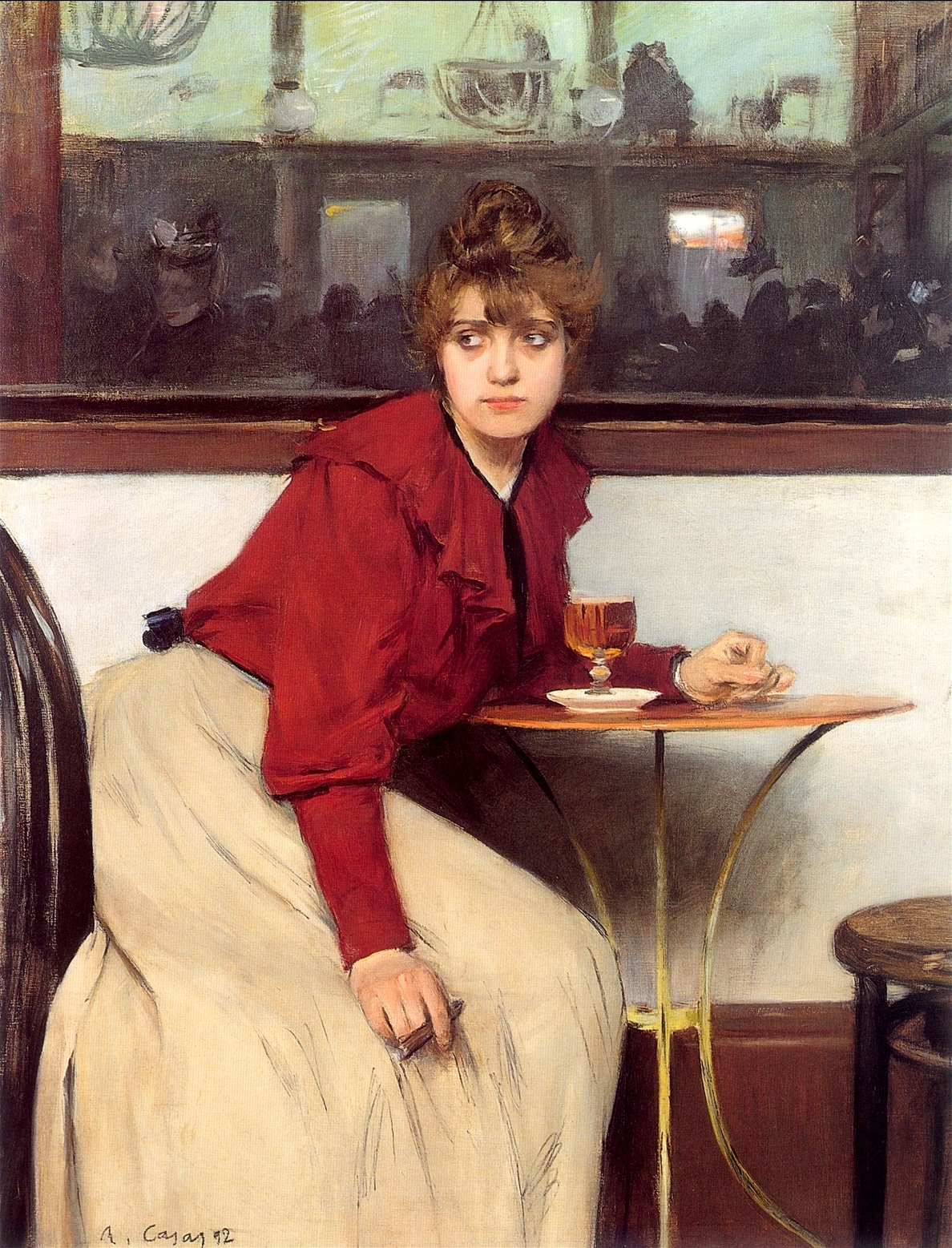
En el Moulin de la Galette (1892), pintura de Ramón Casas.

La colección de arqueología del Antiguo Oriente está basada en objetos representativos de las culturas mesopotámica, chipriota, egipcia y de Tierra Santa que fue inaugurada el 27 de abril de 1911 bajo el nombre de «Museo Bíblico de Montserrat». 
La colección la forman piezas traídas desde Roma, Palestina, Irán, Egipto, etc., en un intento por parte del Padre Bonaventura Ubach (1879-1960) de ilustrar el mundo de la Biblia. El museo fue ampliado en 1923, 1927, 1982 y en 1992, con el legado de Xavier Busquets, así como con otras donaciones, las más recientes de las cuales han sido la colección de tejidos coptos de Ramon N. Soler Vilabella y la de otros fondos de arte y arqueología. El museo  también es depositario del legado de papiros egipcios de la Fundacio Roca-puig. 
En la colección de arqueología del Oriente Bíblico se encuentra la pieza más antigua de todo el museo: un sarcófago egipcio del año 2000 a. C.

### Orfebrería y pintura antigua
Las siguientes tres secciones son:
- La de orfebrería, con un conjunto de objetos litúrgicos de los siglos XV al XX;

- La de pintura del siglo XIII al XVIII, con obras de Nicolás Francés, Pedro Berruguete, Marco Pino, un cuadro de Caravaggio de fama internacional (San Jerónimo), El Greco, Luca Giordano, Corrado Giaquinto, Il Sassoferrato, Francesco Solimena, Jan Brueghel, Hyacinthe Rigaud, Andrea Vaccaro, Giovanni Battista Spinelli o Giovanni Battista Tiepolo, entre otros;

- La exposición dedicada a iconografía de Santa María de Montserrat.

### Arte catalán y español de los siglosXIXyXX
La sección de pintura del siglo XIX y del siglo XX recoge una de las mejores colecciones de pintura producida en Cataluña, con artistas como Mariano Fortuny (El vendedor de tapices), Santiago Rusiñol, Ramon Casas, Simó Gómez, Ramón Martí Alsina, Isidre Nonell, Joaquim Mir, Francesc Gimeno, Hermen Anglada Camarasa, Olga Sacharoff, Pablo Picasso o Salvador Dalí.

### Impresionismo y arte moderno europeo
También destaca una numerosa representación del impresionismo francés, insólita en la península, con pinturas de Claude Monet, Alfred Sisley, Pierre-Auguste Renoir o Camille Pissarro; así como dibujos, acuarelas y pasteles de John Singer Sargent y Degas. 
Así mismo cabe destacar una muestra de obra pictórica y gráfica de artistas que pertenecen a la estética contemporánea y vanguardista como Marc Chagall, Georges Braque, Le Corbusier, Jean Metzinger, Serge Poliakoff, Sean Scully, Juan Gris, Georges Rouault, Joan Miró, Antoni Clavé o Antoni Tàpies.
Una selección de obras del museo se expuso temporalmente en Madrid (2008) y es habitual que el museo itinere a través de exposiciones propias por diferentes ciudades: Valencia, Murcia, París, La Coruña, etc.

## Galería de obras destacadas

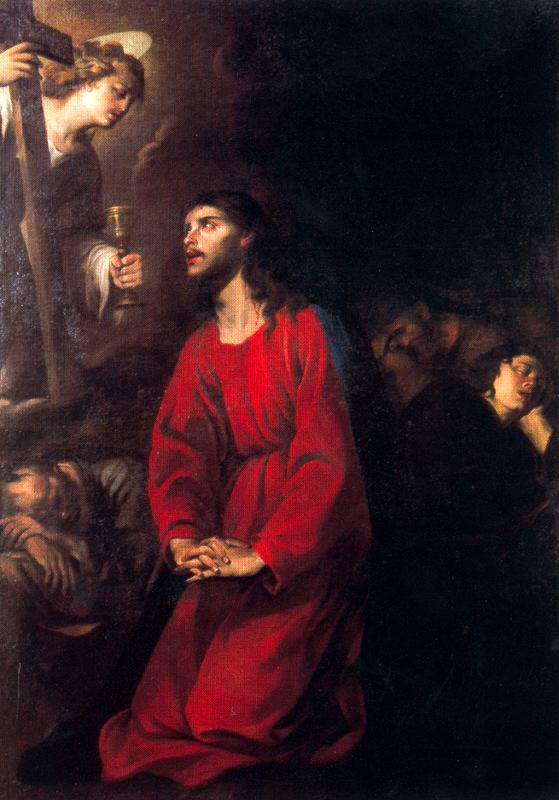
Andrea Vaccaro, Jesús en el Huerto de Getsemaní (1660)
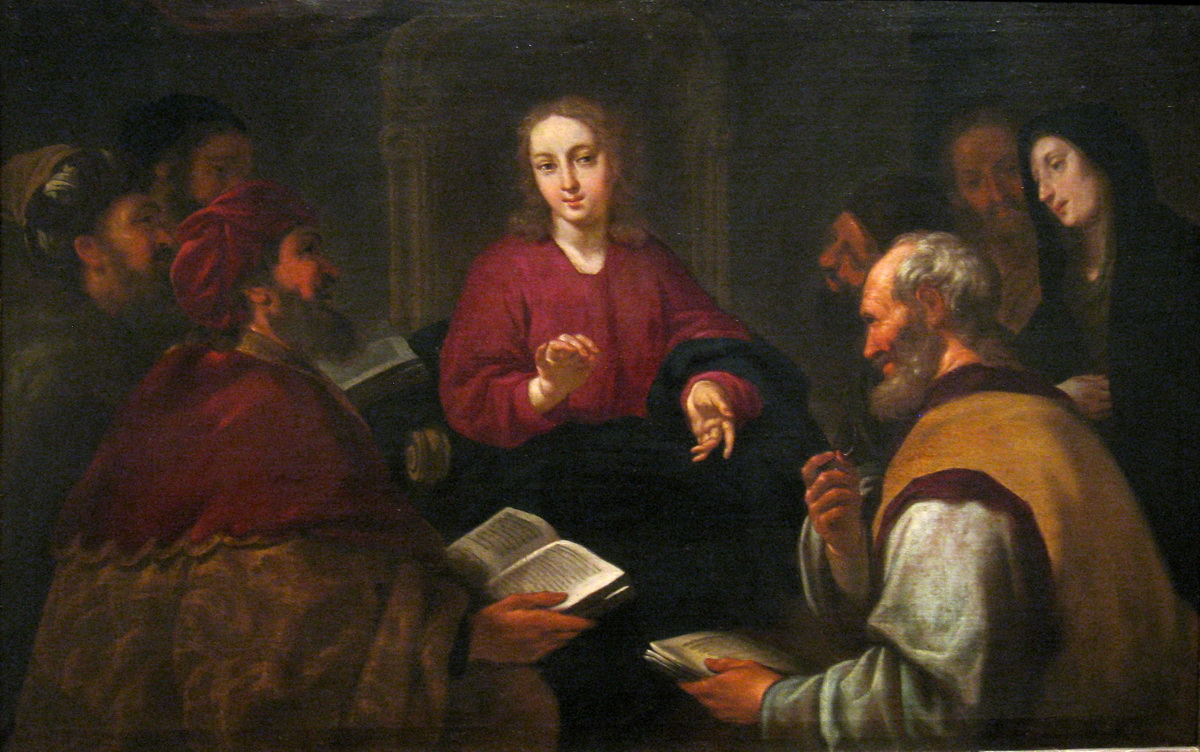
Antonio Viladomat, Jesús entre los doctores (h. 1720)
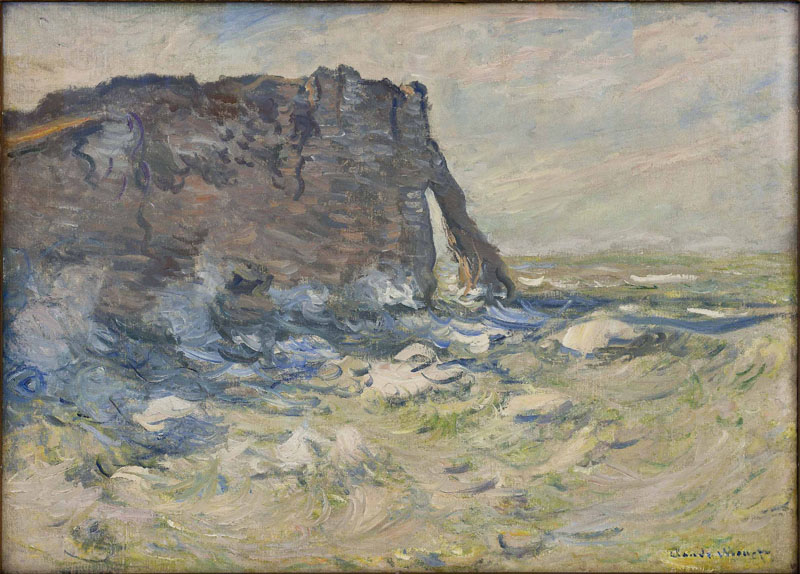
Claude Monet, Porte d'Aval
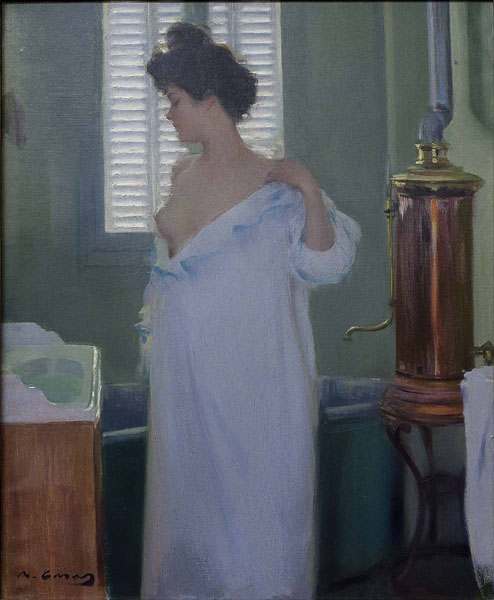
Ramón Casas, Antes del baño (1894)
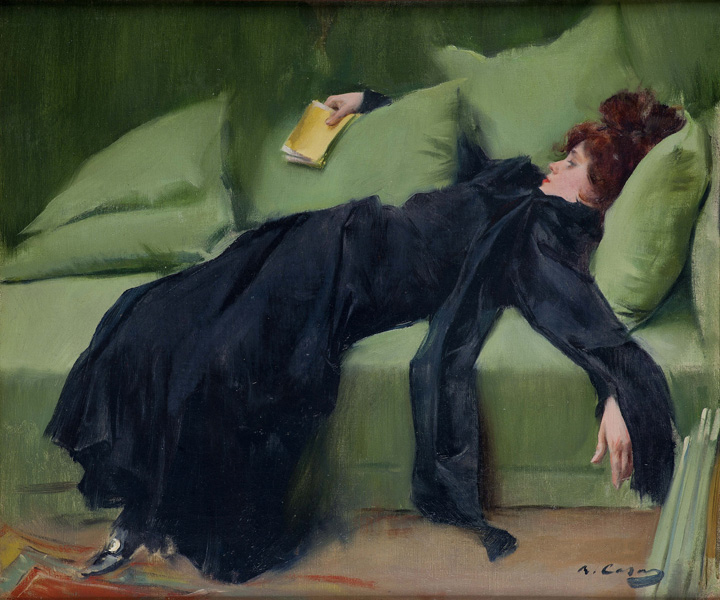
Ramón Casas, Joven decadente (1899)
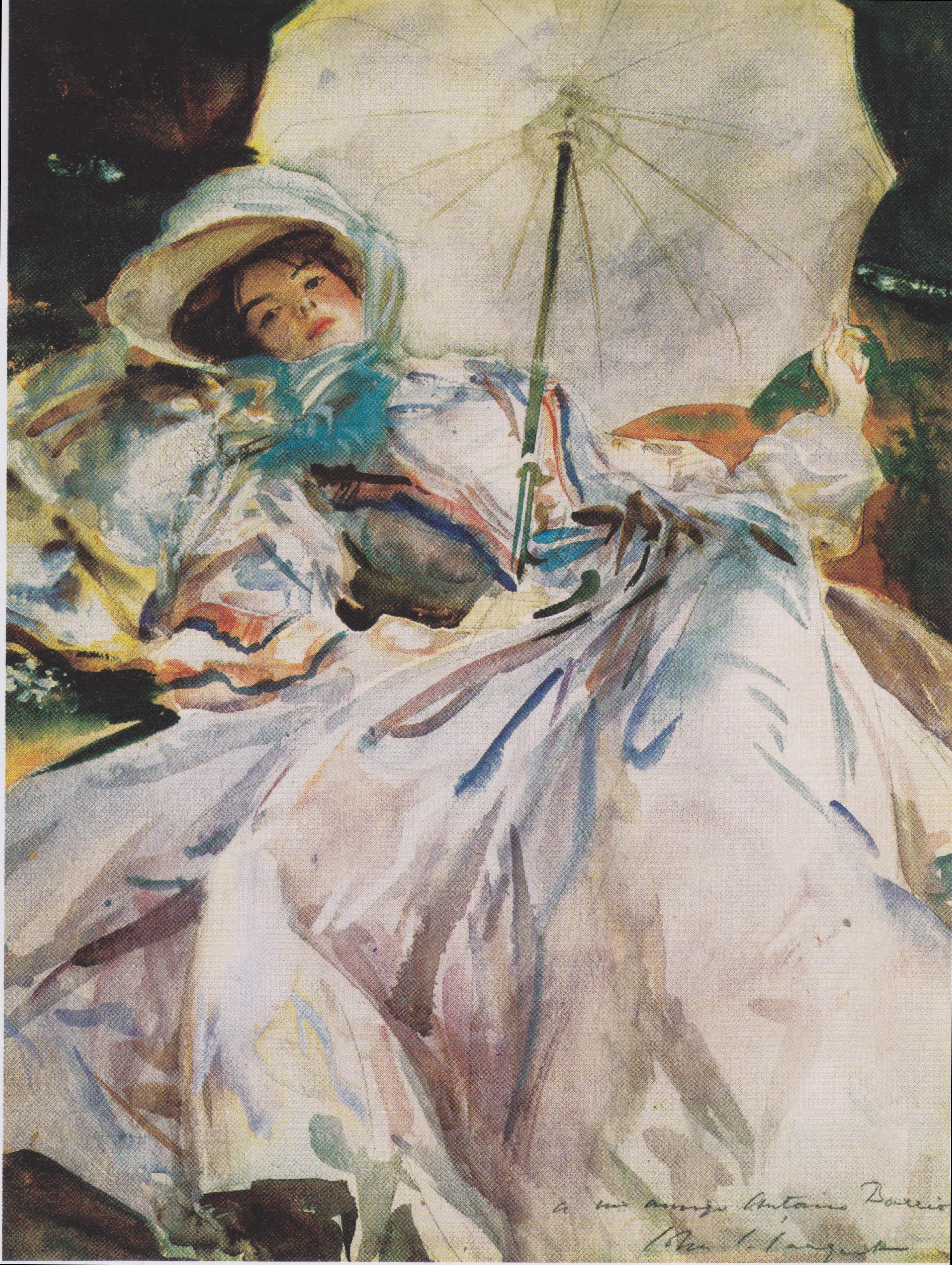
John Singer Sargent, Dama con sombrilla (acuarela, 1900)
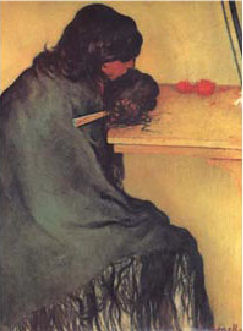
Isidro Nonell, Consuelo (1901)
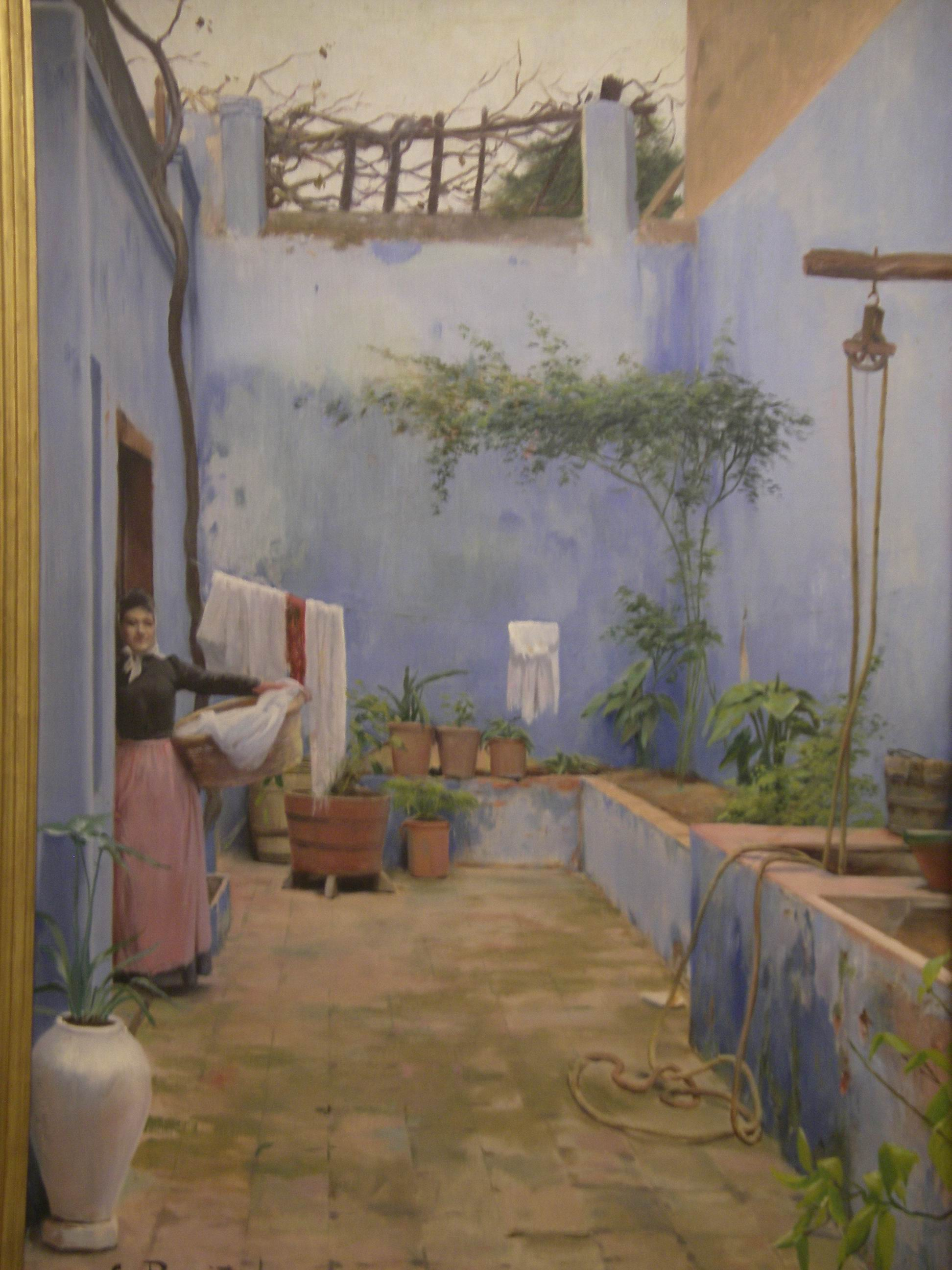
Santiago Rusiñol, El patio azul
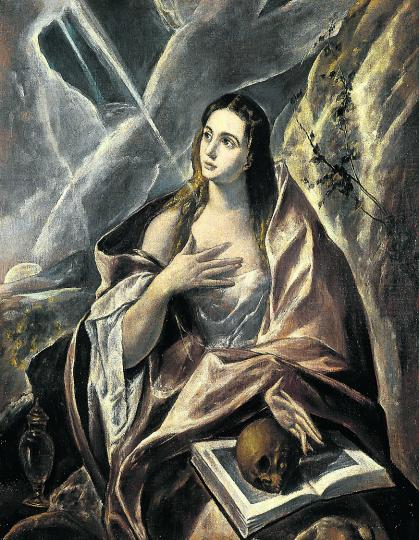
El Greco (atribución), La Magdalena Penitente
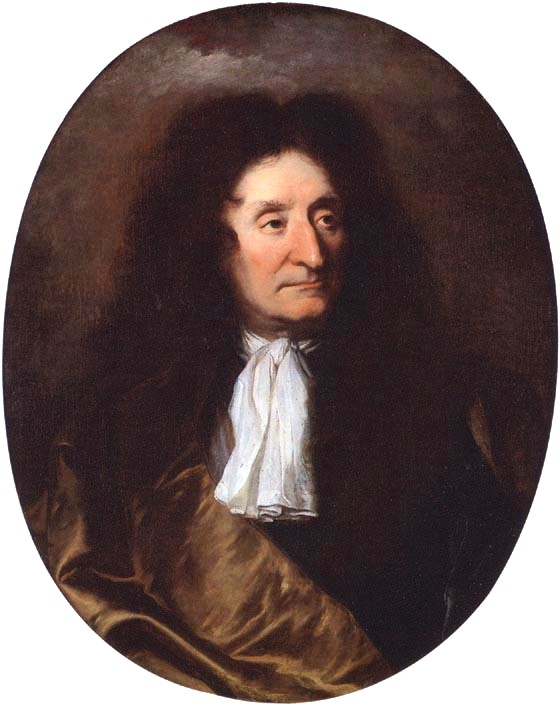
Hyacinthe Rigaud,Jean de La Fontaine

## El Propileu
“El Propileu no és més que una irradiació … del que som i del que fem al MDM...neix de manera modesta i sense pretensions... Ens limitem a obrir les portes de casa i a oferir la nostra amistat a tots aquells els qui treballeu en l'àgora de la cultura i als qui us agrada freqüentar-la...”
“El Propileu” es el título de la publicación bimensual editada por el propio equipo del Museo. En esta, además de informar sobre las actividades realizadas por la institución, el lector podrá mantenerse al día sobre los préstamos de obra realizados, la adquisición de nuevas obras, las restauraciones en curso o de los futuros proyectos. Del mismo modo, sin olvidar la esencia y finalidad de toda institución cultural, el Propileu nace con la finalidad de promocionar la cultura, contribuyendo así al enriquecimiento social.
En la actualidad, es posible descargar la publicación de manera gratuita para su lectura.